# Winnipeg Jets
De Winnipeg Jets is een ijshockeyteam dat uitkomt in de National Hockey League. Het team speelt in Winnipeg, Canada van 1972 tot 1996 toen het verhuisde naar Arizona en de Phoenix Coyotes werd. In 2011 werd de voormalige club Atlanta Thrashers omgedoopt tot de Winnipeg Jets. Deze franchise is niet gelieerd aan de oude Winnipeg Jets.

## Geschiedenis

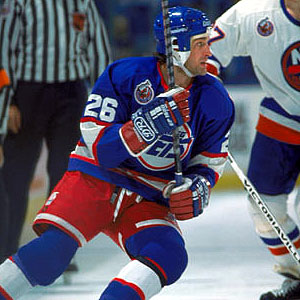
Dean Kennedy in actie voor de Jets

Bij de oprichting van de World Hockey Association was Winnipeg Jets een van de startende teams. De National Hockey League zag ze echter nog niet als een concurrent, waardoor alle teams van de WHA geld bij elkaar sprokkelden om grote spelers weg te kapen bij de NHL, onder wie Bobby Hull, die van de Chicago Blackhawks overkwam. Onder de leiding van Hull groeide de Jets uit tot de beste franchise van de WHA met drie overwinningen in het korte bestaan van de WHA. De World Hockey Association bestond namelijk maar van 1972 tot 1979. Na de opheffing van de WHA besloot de National Hockey League vier teams uit de voormalige WHA te accepteren: Edmonton Oilers, Hartford Whalers, Québec Nordiques en de Winnipeg Jets. De Winnipeg Jets was een sterk team, het had alleen de pech dat de Edmonton Oilers bestonden, want de jaren 80 werden gedomineerd door Edmonton. Hierdoor bleven grote successen uit, en ook financieel begon de club er steeds slechter voor te staan. In 1996 was het over en uit voor de Winnipeg Jets, ze verhuisden naar Glendale, Arizona en gaan voortaan als de Phoenix Coyotes door het leven.
In Mei 2011 werd bekend dat True North Sports and Entertainment uit Winnipeg, Canada, de Atlanta Thrashers had gekocht vanwege de financiële problemen die de club had. De investeerders besloten de franchise te verhuizen naar Winnipeg en het team werd omgedoopt tot de Winnipeg Jets.
In het seizoen 2014-2015 haalde de 'nieuwe' Jets voor het eerst de Stanley Cup playoffs. In de eerste ronde verloren ze echter de serie met 4-0 van de Anaheim Ducks. In 2017-2018 haalden de Jets opnieuw de playoffs, waarin ze de Minnesota Wild en Nashville Predators versloegen om vervolgens de Conference finale te verliezen tegen de Vegas Golden Knights.

## Fans
De fans van de Jets staan bekend om hun fanatisme en loyaliteit. Sinds Winnipeg weer een NHL team heeft gekregen in 2011 zit de thuisbasis van de Jets, MTS Centre, iedere wedstrijd vol. Hier moet bij gezegd worden dat MTS Centre een van de kleinste stadions van de NHL is. Bij play-offwedstrijden dragen fans van de Jets traditioneel witte kleren en zwaaien ze met witte handdoeken tijdens de wedstrijd. Dit wordt de zogenaamde Whiteout genoemd en is al een traditie in Winnipeg sinds 1987.
Een andere traditie is dat tijdens het Canadese volkslied (dat voorafgaand aan iedere wedstrijd wordt gespeeld) de woorden true north extra hard gezongen worden door het publiek. Dit verwijst naar de investeringsgroep True North en wordt als het ware als bedankje gedaan, voor het feit dat True North ervoor gezorgd heeft dat er weer een NHL club in Winnipeg is.

## Spelers

### Huidige selectie
Bijgewerkt tot 16 oktober 2021 
| #  | Naam                | Nationaliteit    | Pos. |
| -- | ------------------- | ---------------- | ---- |
| 81 | Kyle Connor         | Verenigde Staten | LW   |
| 9  | Andrew Copp         | Verenigde Staten | C    |
| 80 | Pierre-Luc Dubois   | Canada           | LW   |
| 27 | Nikolaj Ehlers      | Denemarken       | LW   |
| 12 | Jansen Harkins      | Verenigde Staten | C    |
| 18 | Bryan Little        | Canada           | C    |
| 17 | Adam Lowry          | Verenigde Staten | C    |
| 20 | Riley Nash          | Canada           | C    |
| 91 | Cole Perfetti       | Canada           | C    |
| 55 | Mark Scheifele      | Canada           | C    |
| 25 | Paul Stastny        | Canada           | C    |
| 73 | C.J. Suess          | Verenigde Staten | LW   |
| 71 | Evgeny Svechnikov   | Rusland          | LW   |
| 93 | Kristian Vesalainen | Finland          | LW   |
| 26 | Blake Wheeler       | Verenigde Staten | RW   |
| 28 | Nathan Beaulieu     | Canada           | D    |
| 2  | Dylan DeMelo        | Canada           | D    |
| 5  | Brenden Dillon      | Canada           | D    |
| 14 | Ville Heinola       | Finland          | D    |
| 44 | Josh Morrissey      | Canada           | D    |
| 62 | Nelson Nogier       | Canada           | D    |
| 4  | Neal Pionk          | Verenigde Staten | D    |
| 54 | Dylan Samberg       | Verenigde Staten | D    |
| 88 | Nate Schmidt        | Verenigde Staten | D    |
| 64 | Logan Stanley       | Canada           | D    |
| 1  | Erik Comrie         | Canada           | GK   |
| 37 | Connor Hellebuyck   | Verenigde Staten | GK   |

### Bekende (ex-)spelers
- Bobby Hull
- Teemu Selänne
- Keith Tkachuk
- Dale Hawerchuk